# Börje Planting
Börje Planting, född 12 april 1910 i Vasa, död 20 februari 2007 var en finlandssvensk jurist.
Planting, som var son till statsåklagare Arvid Hjalmar Planting och Aili Irene Möller, avlade högre rättsexamen 1934 samt blev juris licentiat 1935 och vicehäradshövding 1936. Han tjänstgjorde vid Överkrigsdomstolen 1940–1944, vid Vasa hovrätt 1945–1955, var häradshövding i Pedersöre domsaga 1955–1961, e.o. justitieråd i Högsta domstolen 1961, justitieråd 1962 och häradshövding i Ruovesi domsaga från 1962. Han var ordförande och sekreterare i Pohjola-Norden i Vasa 1946–1952, i Mellersta Österbottens juristförening 1956–1958 och 1960 samt styrelsemedlem i Häradshövdingarnas i Finland förening från 1965. Han skrev artiklar i Defensor Legis och Juridiska Föreningens i Finland tidskrift.